# Club Olimpo (baloncesto)
El Club Olimpo es un club de baloncesto argentino, de la ciudad de Bahía Blanca en la Provincia de Buenos Aires. Fue fundado en 1910. Actualmente, cuenta con un equipo en la Primera División de la Asociación Bahiense de Básquetbol, liga en la que ha obtenido 20 consagraciones, siendo el equipo con más campeonatos ganados en esta competición. Además, ganó el Campeonato Argentino de Clubes en dos oportunidades (1974 y 1978), siendo hasta 1984 la máxima categoría del básquet argentino, y obtuvo un subcampeonato de la Liga Nacional en 1986. En la ciudad, Olimpo se destaca por ser el único club de Bahía Blanca en alcanzar un título a nivel nacional.
Su pabellón es el Norberto Tomás, ubicado en la Avenida Colón 888, en la esquina de esa avenida y la calle Ángel Brunel. Cuenta con una capacidad para 2.000 espectadores.

## Historia
Olimpo fue uno de los fundadores de la Asociación Bahiense de Básquetbol en 1929 junto a Agar Cross, Liniers, Pacífico, Estudiantes y River Plate. Comenzó su participación en ese primer Torneo de Primera División derrotando como visitante a Liniers por 33 a 13.
A lo largo de la historia del básquetbol bahiense, Olimpo ha sido uno de sus grandes animadores, siendo en la actualidad el equipo con más conquistas de torneos de Primera División. Como su gran rival se erigió el Club Estudiantes, con el cual ha protagonizado memorables duelos en torneos locales y nacionales. Esta rivalidad deportiva alcanzó su pico máximo en la época en que coincidieron en cancha Atilio José Fruet y José Ignacio De Lizaso por Olimpo y Alberto Pedro Cabrera por Estudiantes. A su vez, estos tres jugadores conformaron la base de poderosos seleccionados de la Provincia de Buenos Aires y de Bahía Blanca, ganándose esta última el mote de «Capital del Básquetbol».

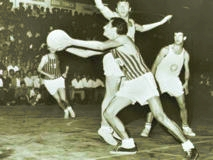
Atilio Fruet enfrentándose a Alberto Pedro Cabrera de Estudiantes.

### Olimpo en el Campeonato Argentino de Clubes
Olimpo ganó en dos ocasiones el Campeonato Argentino de Clubes, además de lograr un subcampeonato.
En 1974 el triangular final del torneo se disputó en Bahía Blanca. Olimpo venció al Club Juan Bautista Alberdi de Tucumán primero y a Obras Sanitarias luego para consagrarse campeón.
El plantel tenía como figuras a José Ignacio De Lizaso, Alfredo Monachesi, Jorge Cortondo y Roberto Ojunián, entre otros. En 1978 volvió a repetir la conquista, esta vez en Santiago del Estero, con la particularidad de que Alberto Cabrera, emblema de Estudiantes, actuó como refuerzo del equipo.

### Olimpo en la Liga Nacional
Olimpo comenzó su participación en la Liga Nacional de Básquet en 1985, finalizando en la séptima posición. En ese campeonato se produjo el primer enfrentamiento entre Olimpo y Estudiantes por la Liga Nacional (Pacífico era el otro representante bahiense en la competición).
Sus mejores resultados vendrían en los dos años siguientes: subcampeón en la temporada 1986 y tercero en 1987.

#### 1986: Olimpo subcampeón de la Liga Nacional de Básquet
En la temporada 1986, Olimpo llegó a la final contra Ferro Carril Oeste, siendo derrotado por 3 juegos a 1. El equipo de ese año era dirigido por Daniel Allende y estaba constituido por Hernán Montenegro, Esteban Pérez, Marcelo Allende, Rubén Scolari, Juan Carlos Merlini, Claudio Grippo, Juan Martín López, Juan Manuel Gallego, Wálter Loscalzo, Adrián Scolari, Marcelo Banco, Leon Wilson (luego reemplazado por Eric Boyd) y Charles Murphy (luego reemplazado por Timothy Ruff).
El primer partido de la final se disputó en cancha de Ferro, en el Estadio Héctor Etchart. Allí el local le ganó a Olimpo por 86 a 84, el 8 de diciembre de 1986. El juego número dos, jugado en el mismo escenario, favoreció a Olimpo 93 a 89, dejando la serie 1 a 1. Los dos partidos siguientes se jugaron en Bahía Blanca, en el Norberto Tomás. Olimpo no pudo aprovechar la localía y perdió los dos juegos: el primero 92 a 91 en tiempo suplementario, luego de igualar en 80 en el tiempo regular, y el segundo por 84 a 77. De esta manera, Ferro se consagró campeón.
En los tres años posteriores Olimpo tuvo actuaciones modestas, no pudiendo pasar del séptimo puesto. En 1992, tras haber finalizado cuarto, la dirigencia decidió que el club abandone la Liga debido a problemas económicos.

## Estadio

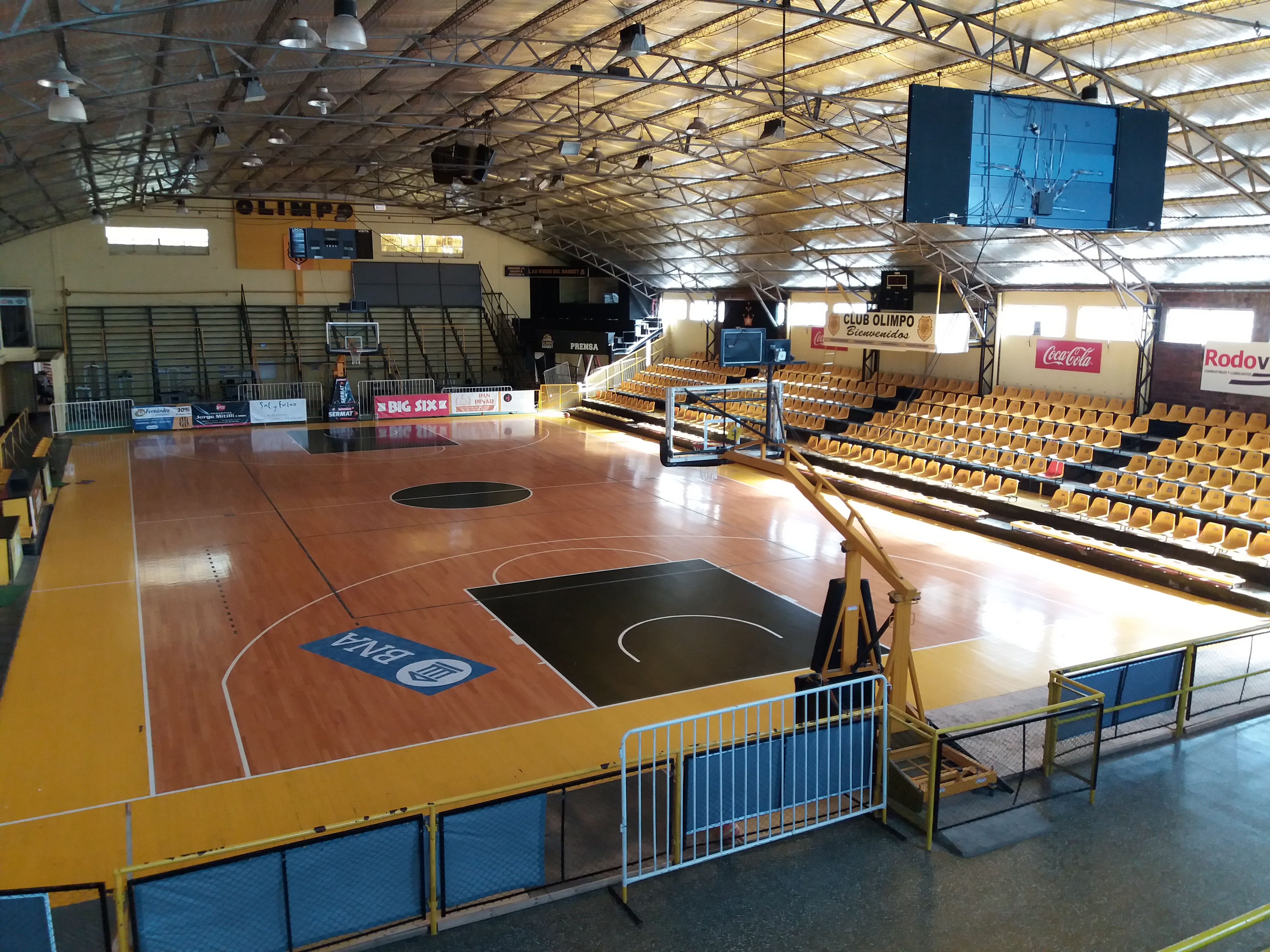
Norberto Tomas

El estadio de básquet de Olimpo, se encuentra en la Avenida Colón 888 (a ocho cuadras del centro de la ciudad), en la esquina de esa avenida y la calle Ángel Brunel. Lleva el nombre de Norberto Tomás en homenaje a este jugador surgido de las divisiones menores del club, que llegó a ser protagonista de la primera división local. El 17 de octubre de 1970, cuando Norberto Tomás disputaba un encuentro en la cancha de General Paz Juniors en Córdoba vistiendo la camiseta de Estudiantes, se produjo su deceso. Actualmente, cuenta con una capacidad para 2000 personas.

### Inauguración
El estadio fue inaugurado el 3 de julio de 1971. En esa noche de inauguración la selección de Bahía Blanca le ganó al por ese entonces campeón del mundo, Yugoslavia, por 78 a 75, en uno de los hechos deportivos más importantes de la ciudad. Las alineaciones de los equipos fueron las siguientes:
- Bahía Blanca (78): Alberto Pedro Cabrera (18), José Ignacio De Lizaso (15), Alfredo Monachesi (19), Jorge Cortondo (7), Giorgio Ugozzoli (9), formación inicial; Roberto Ojunián (1), Adolfo Scheines (3), Raúl Álvarez (2), Jorge Mac Donald (4) y Roberto Requi. DT: Bill Américo Brusa.

- Yugoslavia (75): Radivoje Živković (5), Dragan Kapičić (24), Nikola Plecas (14), Petar Skansi, Dragan Ivković (2), formación inicial; Dragutin Čermak (12), Vinko Jelovac (18), Blagoje Georgijevski, S. Bizjar, Zarco Knezevic, R. Davor y Miroljub Damnjanović. DT: Ranko Žeravica.
- Árbitros: Juan Sastre y Francisco Lombardo.
- Nota: Atilio Fruet no jugó para el seleccionado bahiense por encontrarse lesionado.[20]

### Remodelación
En 2014, tras la aceptación de jugar el Torneo Federal, los integrantes de la subcomisión de básquet del Club Olimpo presentaron, mediante imágenes digitalizadas, una serie de obras, supervisadas por el arquitecto Mauro Grippo, para reformar el mítico Estadio Norberto Tomás. Las mismas incluyeron la ampliación de la capacidad de asientos a 850, la creación de palcos preferenciales sobre los bancos de suplentes, la construcción de un buffet vidriado de 1.000 m² con vista al exterior y a la cancha, nuevos sanitarios, una sala de entrenadores, una de edición de video y el palco de prensa. Este proyecto, estimado en un millón y medio de pesos, se realizó a través de la sponsorización de terceros que colaboraron con el club.

## Jugadores y cuerpo técnico

### Cuerpo técnico
- Entrenador:  Franco Maceratesi
- Asistente técnico:  Franco Cuccheti
- Preparador físico:  Luciano Concetti
- Jefe de equipo:  Marcelo Allende
- Masajista:  Graciela González
- Kinesiólogo:  Germán Gallardo
- Nutricionista:  Paula Larreguy
- Utilero:  Guillermo Basaul

## Palmarés

### Torneos Nacionales
- Subcampeón Liga Nacional de Básquet (1): 1986
- Campeonato Argentino de Clubes (2): 1974 y 1978.
- Subcampeón Campeonato Argentino de Clubes (1): 1980.

### Torneos de la Asociación Bahiense de Básquetbol[4]
- Torneo de Primera División (20): 1961, 1962, 1964, 1966, 1967, 1968, 1969, 1971, 1972, 1973, 1976, 1977, 1978, 1979, 1981, 1993, 2004, 2005 y 2007,2025
- Trofeo Alberto Pedro Cabrera (3): 2004, 2005 y 2007.
- Torneo Apertura de Primera División (1): 1978.
- Torneo "Severiano Fernández" de Primera División (11): 1961, 1964, 1965, 1968, 1969, 1973, 1976, 1977, 1978, 1979 y 1984.
- Copa "Federal" (6): 1961, 1962, 1963, 1964, 1965 y 1978.
- Torneo de Segunda División de Ascenso (2): 1960 y 2003.
- Torneo de Tercera División de Ascenso (1): 1956.
- Torneo de Reserva de Primera División (13): 1962, 1963, 1964, 1965, 1967, 1969, 1970, 1971, 1972, 1973, 1974, 1976 y 1983.
- Torneo de Tercera División (2): 1929 y 1931.